# Gedeon Richter (companie)
Gedeon Richter (maghiară Richter Gedeon Nyrt.) este cel mai mare producător de produse farmaceutice din Ungaria.

## Gedeon Richter în România
Compania Gedeon Richter este prezentă și în România, unde este singurul jucător farma integrat pe verticală pe piața locală, deținând operațiuni de producție (fostul Armedica), distribuție (Pharmafarm și Dita Import Export) și retail (farmaciile Richter).
Compania deține la Târgu-Mureș o unitate de producție, care a raportat pentru 2007 vânzări de 25,8 milioane de dolari.
Gedeon Richter și-a început activitatea de producție în România în 1998, odată cu achiziția fabricii Armedica din Târgu-Mureș.
În septembrie 2003, grupul ungar a fuzionat cu subsidiara sa, formând Gedeon Richter Romania SA.
În același timp, compania are o reprezentanță proprie pe piața românească, Richter Gedeon, care administrează portofoliul de medicamente importate din Ungaria, în special pe segmentul de contraceptive orale.
În decembrie 2006, Gedeon Richter a cumpărat compania românească de distribuție de medicamente Dita Group pentru suma de 14,5 milioane de euro, obținând o cotă de piață de 4,5% în România, cu acoperire națională și o rețea de aproximativ 60 de farmacii.
În mai 2007, Dita Import-Export a fuzionat prin absorbție cu companiile Sibofarm Sibiu, Activ Pharma, TMT și ABC Farm (cumpărate anterior de Gedeon Richter) și cu alte două firme pe care le deținea înainte de tranzacția cu Gedeon Richter, Dita Farm Sud și Dita Farm Impex.
În octombrie 2007, Gedeon Richter a preluat lanțul românesc de distribuție de medicamente Pharmafarm.
În august 2010, compania avea un număr de 120 de farmacii.
Cifra de afaceri:
- 2009: 159,9 milioane euro[7]
- 2007: 140 milioane dolari[2]

### PharmaFarm
Distribuitorul de medicamente PharmaFarm a realizat în 2005 o cifră de afaceri de 124 milioane lei (34,2 milioane euro), în creștere cu aproximativ 27% față de 2004.
La sfârșitul lui 2005 compania deținea o cotă de 3,4% pe piața românească.